# جنارو فراگیلو
جنارو فراگیلو (انگلیسی: Gennaro Fragiello؛ زادهٔ ۳۰ مارس ۱۹۸۴) بازیکن فوتبال اهل ایتالیا است.
از باشگاه‌هایی که در آن بازی کرده‌است می‌توان به باشگاه فوتبال سورنتو کالچو، باشگاه فوتبال سالرنیتانا، باشگاه فوتبال بولونیا، باشگاه فوتبال ساسولو، و باشگاه فوتبال کومو اشاره کرد.